# Loučský potok (přítok Ohře)
Loučský potok (německy Grünlasbach) je menší vodní tok, levostranný přítok Ohře v Sokolovské pánvi v okrese Sokolov v Karlovarském kraji. Délka toku měří 7 km, plocha jeho povodí činí 15,1 km².

## Průběh toku
Potok pramení v nadmořské výšce 450 metrů jižně od Vintířova v místě dolového pole bývalého hnědouhelného dolu Union II. Krátce poté protéká územím poznamenaném hlubinnou i povrchovou těžbou uhlí dolem Konkordia na počátku a v první polovině 20. století, což vyvolalo jeho přeložení do nového koryta.
Přeložený horní tok se nachází v předpolí hnědouhelných lomů Jiří a Družba a částečně toto předpolí odvodňuje. Až k vlakovému nádraží v Novém Sedle na trati z Karlových Varů do Sokolova si tok udržuje jihovýchodní směr. U vlakového nádraží v Novém Sedle podtéká trať a směřuje do Louček, místní části obce Nové Sedlo. Podtéká dálnici D6 a pokračuje jižním směrem podél železniční trati z Nového Sedla do Lokte. Několikrát trať podtéká a v Lokti se poblíž vlakového nádraží vlévá zleva do Ohře na jejím 187,2 říčním kilometru.